# Club Deportivo Alcoyano
Il Club Deportivo Alcoyano è una società calcistica spagnola con sede nella città di Alcoy (provincia di Alicante), nella Comunità Valenzana.
Gioca nella Primera Federación, la terza serie del campionato spagnolo.

## Storia
Nasce nel 1928, dopo che la sezione calcistica del club di boxe si era messa in luce l'anno prima nel corso di alcune amichevoli con squadre di prestigio, tramite la fusione di quella sezione con i club calcistici della città.
Negli anni Quaranta partecipa a quattro campionati di prima divisione, non consecutivi, l'ultimo dei quali nel 1950/51. 
Dal 2004 in poi gioca stabilmente nella terza serie, salvo un campionato in seconda divisione nel 2011/2012, concluso con la retrocessione. Nel 2019 retrocede in quarta serie, ma nel 2019/2020 è subito promosso di nuovo in Segunda División B.
Nel gennaio 2021, dopo aver superato nel turno precedente lo Huesca, squadra di Primera División, l'Alcoyano è riuscito nell'impresa di eliminare il Real Madrid ai sedicesimi di finale della Coppa del Re, imponendosi sui blancos in casa per 2-1 ai tempi supplementari, dopo essere passato in svantaggio al quarantesimo.

## Palmarès

### Competizioni nazionali
- Segunda División: 3

1944-1945, 1946-1947, 1949-1950 (gruppo II)
- Segunda División B: 1

2008-2009
- Tercera División: 5

1954-1955, 1956-1957, 1966-1967, 1981-1982, 1996-1997

### Altri piazzamenti
- Segunda División:

Terzo posto: 1951-1952 (gruppo II), 1967-1968 (gruppo II)
- Segunda División B:

Terzo posto: 2006-2007 (gruppo III), 2010-2011 (gruppo III)

## Statistiche e record

### Partecipazione ai campionati
Campionati su base nazionale e interregionale
| Livello | Categoria             | Partecipazioni | Debutto   | Ultima stagione | Totale |
| ------- | --------------------- | -------------- | --------- | --------------- | ------ |
| 1º      | Primera División      | 4              | 1945-1946 | 1950-1951       | 4      |
| 2º      | Segunda División      | 12             | 1942-1943 | 2011-2012       | 12     |
| 3º      | Tercera División      | 17             | 1954-1955 | 1973-1974       | 50     |
| 3º      | Segunda División B    | 29             | 1982-1983 | 2020-2021       | 50     |
| 3º      | Primera División RFEF | 1              | 2021-2022 | 2021-2022       | 50     |
| 3º      | Primera Federación    | 3              | 2022-2023 | 2024-2025       | 50     |
| 4º      | Tercera División      | 14             | 1977-1978 | 2019-2020       | 14     |